# Yolveren
Yolveren (kurmandschi: Çinêrya oder Çinerîya) ist ein jesidisches Dorf im Südosten der Türkei. Das Dorf liegt ca. 15 km südöstlich von Batman im gleichnamigen Landkreis Batman in der Provinz Batman. Der Ort befindet sich in Südostanatolien.

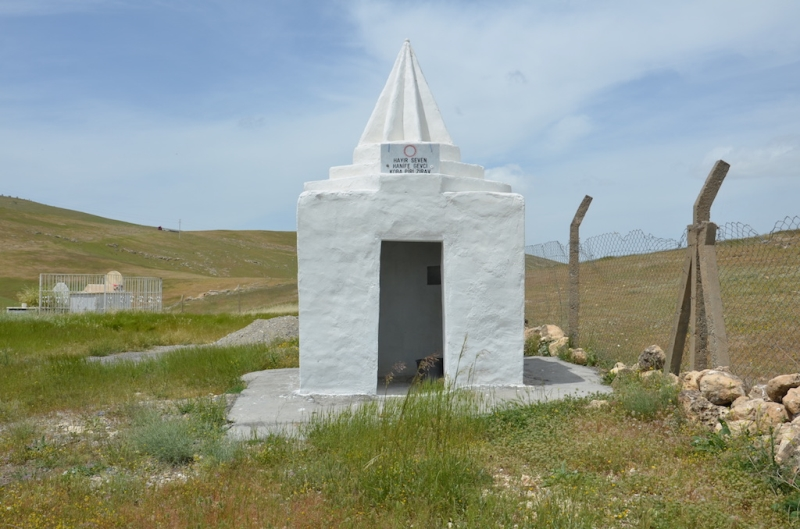
Tempel auf einem jesidischen Friedhof in Yolveren (Çinerya)

## Geschichte und Bevölkerung
Der ursprüngliche Name des Dorfes lautet Çinêrya oder Çinerîya. Durch die Türkisierung geographischer Namen in der Türkei wurden die jesidischen Dörfer umbenannt. Yolveren (Çinerya) ist heute meist ein verlassenes Dorf. Das Dorf hatte ausschließlich jesidische Bevölkerung.
Am 5. Februar 2019 wurde bekannt, dass der jesidische Friedhof „Pîrê Zîrav“ in dem Ort von Grabräubern aufgesucht wurde. Die Grabräuber vermuteten eventuell Wertgegenstände in den Gräbern und schändeten mehrere jesidische Gräber. Die Tat ereignete sich wahrscheinlich am 2. Februar 2019.

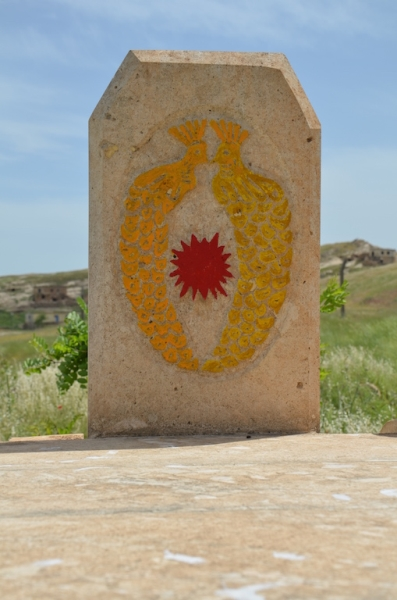
Grabstein auf einem jesidischen Friedhof in Yolveren (Çinerya)